# 神田村 (山口県)
神田村（かんだそん）は、山口県豊浦郡にあった村。現在の下関市豊北町大字神田にあたる。本項では発足時の名称である神田下村（かんだしもそん）についても述べる。

## 地理
- 海洋：響灘
- 山岳：角倉山、山田山、長羽山

## 歴史
- 1889年（明治22年）4月1日 - 町村制の施行により、近世以来の神田下村が単独で自治体を形成。
- 1918年（大正7年）5月1日 - 神田下村が改称して神田村となる。
- 1955年（昭和30年）4月1日 - 神玉村・角島村・阿川村・粟野村・滝部村・田耕村および宇賀村の一部（大字北宇賀）と合併して豊北町が発足。同日神田村廃止。

## 交通

### 鉄道路線
- 日本国有鉄道
  - 山陰本線
    - 特牛駅